# Nigeria ai Giochi della XXIII Olimpiade
La Nigeria partecipò ai Giochi della XXIII Olimpiade, svoltisi a Los Angeles, Stati Uniti, dal 28 luglio al 12 agosto 1984, con una delegazione di 32 atleti impegnati in quattro discipline.

## Medaglie
| Medaglia | Atleta                                                    | Sport            | Evento                     |
| -------- | --------------------------------------------------------- | ---------------- | -------------------------- |
| Argento  | Peter Konyegwachie                                        | Pugilato         | Pesi piuma                 |
| Bronzo   | Innocent Egbunike Rotimi Peters Moses Ugbusien Sunday Uti | Atletica leggera | Staffetta 4×400 m maschile |